# Stormwatch
Stormwatch — двенадцатый студийный альбом британской рок-группы Jethro Tull. Вместе с альбомами Songs from the Wood и Heavy Horses образует тройку альбомов с фолк-роковым звучанием. Выпущен в 1979 году, запись производилась на Maison Rouge Studio, Фулем, Лондон.

## Об альбоме
Stormwatch стал последним для четырёх участников классического состава Jethro Tull 70-х годов. Во время записи заболел Джон Гласкок, успев записать басовые партии только на трёх композициях, на остальных играть пришлось Андерсону. В том же году Гласкок умер, а группа фактически была распущена. Для записи следующего альбома A был набран новый состав за исключением самого Андерсона и Барра.
Как отметил Андерсон в буклете ремастированного издания, на него во время сочинения сильно повлияли «эскалация цен на нефть, энергетический кризис и другие депрессивные мировые события». На конверте альбома, идея оформления которого принадлежит Андерсону, Stormwatch наблюдает в бинокль, как огромный белый медведь бродит по занесённому снегом заводу по переработке нефти.

## Список композиций
Все композиции написаны Иэном Андерсоном, за исключением «Elegy».
1. «North Sea Oil» — 3:12
2. «Orion» — 3:58
3. «Home» — 2:46
4. «Dark Ages» — 9:13
5. «Warm Sporran» — 3:33
6. «Something’s on the Move» — 4:27
7. «Old Ghosts» — 4:23
8. «Dun Ringill» — 2:41
9. «Flying Dutchman» — 7:46
10. «Elegy» (David Palmer) — 3:38

### Бонус-треки
Ремастированное издание CD, выпущенное в 2004 году, содержит бонус-треки с бокс-сета 20 Years of Jethro Tull:
1. «A Stitch in Time» — 3:40
2. «Crossword» — 3:38
3. «Kelpie» — 3:37
4. «King Henry’s Madrigal» — 3:01

## Участники записи
- Иэн Андерсон — вокал, флейта, акустическая гитара, бас-гитара;
- Мартин Барр (Martin Barre) — электрогитара, мандолина и классическая гитара;
- Бэримор Барлоу (Barriemore Barlow) — ударные, перкуссия;
- Джон Эван (John Evan) — фортепиано, орган;
- Дэвид Палмер (David Palmer) — синтезаторы, портативный орган, оркестровая аранжировка;
- Джон Гласкок (John Glascock) — бас-гитара (2,9,10).
- Инженер звукозаписи — Robin Black.